# Brown Deer, Wisconsin
Brown Deer là một làng thuộc quận Milwaukee, tiểu bang Wisconsin, Hoa Kỳ. Năm 2006, dân số của làng này là 12170 người.